# Е Жунгуан
Е Жунгуа́н (кит. трад. 葉榮光, упр. 叶荣光, пиньинь Yè Róngguāng; род. 3 октября 1963) — китайский шахматист, гроссмейстер (1990).
Чемпион Китая 1990 года. В том же году первым в истории КНР получил звание гроссмейстера.
В составе сборной Китая участник 3-х Олимпиад (1988—1992) и 2-х чемпионатов мира (1985—1989).

## Изменения рейтинга
| Графики недоступны из-за технических проблем. См. информацию на Фабрикаторе и на mediawiki.org. |